# Azal

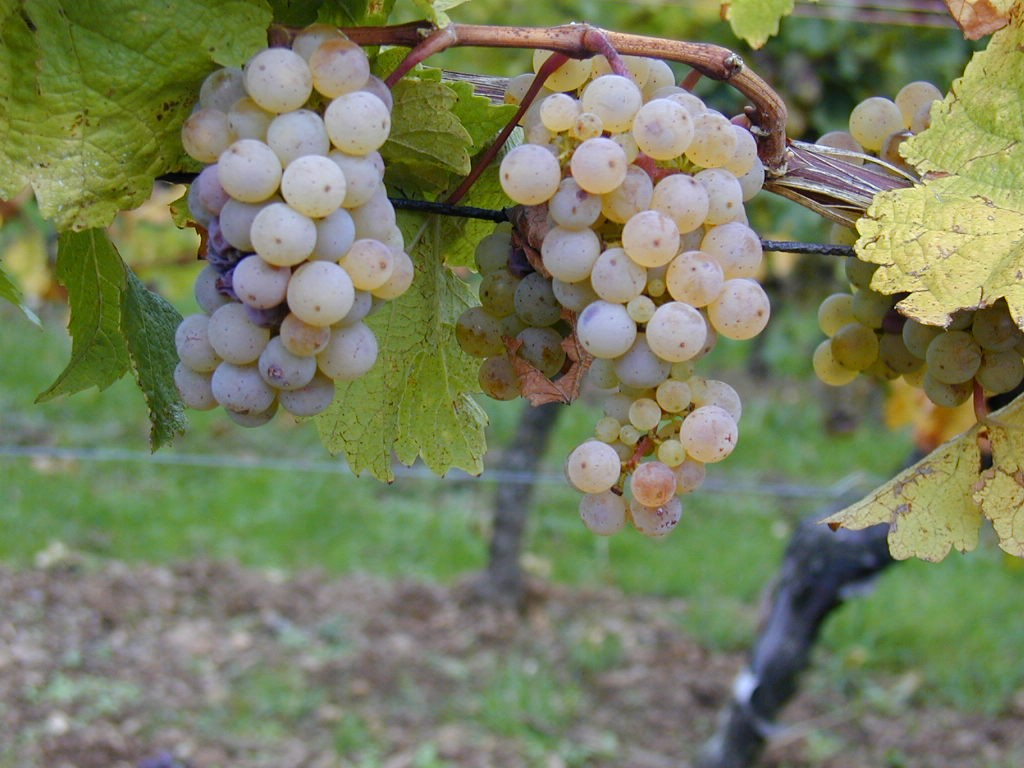
Wit druivenras

De Azal is een witte druivensoort uit Portugal, die weliswaar terrein verliest, maar toch nog veel voorkomt in het noorden van het land.

## Geschiedenis
Deze druif is ontstaan in de Vinho Verde regio in noord Portugal en is genetisch nauw verwant aan de Trajadura, Arinto de Bucelas en Loureiro, rassen die ook uit deze regio en/of het noordwesten van Spanje komen.

## Kenmerken

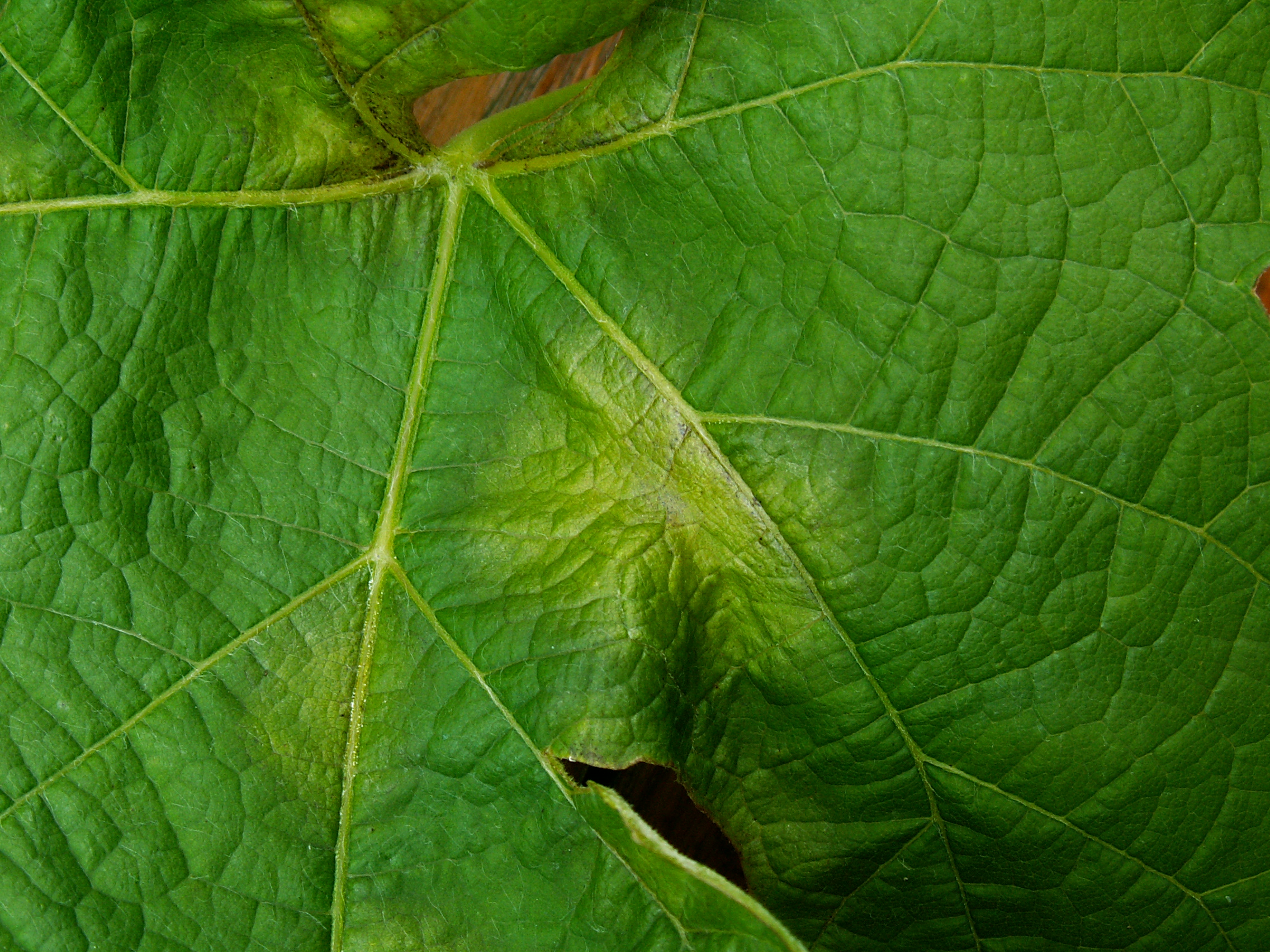
Valse meeldauw zit op de bovenkant van het wijnblad.

Sterke groeier met een hoog rendement, dat als een van de laatste druivensoorten in deze regio wordt geoogst, dat wil zeggen pas eind september tot half oktober. Dit ras voelt zich het beste thuis op arme, droge grond die veel zonlicht opvangt. Vandaar dat de schil dik is en de relatief kleine druiven dicht tegen elkaar aangroeien. Het grootste gevaar is valse meeldauw.
De Azal produceert frisse, delicate wijnen met tonen van citroen en groene appels.

## Gebieden
Deze variëteit komt vooral voor in de subregio's Penafiel, Amarante en Basto van de Vinho Verde in de Miñho regio in noord Portugal. In het begin van de 20ste eeuw was deze druif de belangrijkste in deze regio, maar nu zijn daar nog maar een kleine 1.500 hectare van over.

## Synoniemen[1]
- Asal Branco
- Asal da Lixa
- Azal Bianco
- Azal Branco
- Azal da Lixa
- Carvalha
- Carvalhal
- Es Pinheira
- Gadelhudo
- Pinheira